# Violencia institucional
La violencia institucional es aquella la violencia física, sexual, psíquica o económica entre otros tipos de violencia simbólica, ejercida abusivamente por agentes y funcionarios del Estado en cumplimiento de sus funciones, incluyendo normas, protocolos, prácticas institucionales, descuidos y privaciones en detrimento de una persona o grupos de personas. La violencia institucional se caracteriza por el uso del poder del Estado para causar daño y reforzar los mecanismos establecidos de dominación. Algunos autores, como Deane Curtin y Robert Litke, extienden el concepto de violencia institucional también a instituciones y situaciones sistémicas no estatales, como la familia, la pobreza, el sexismo, el racismo, las relaciones laborales o el sistema de salud, entre otras. En el concepto de violencia institucional, se incluyen delitos y situaciones como la brutalidad policial y las ejecuciones ilegales también conocidas como "gatillo fácil", los mecanismos que garantizan la impunidad ante delitos cometidos por personas poderosas, la participación de las estructuras estatales en la comisión de delitos de cuello blanco como el lavado de dinero, las detenciones arbitrarias, el uso del Estado para favorecer intereses de grandes grupos económicos, la criminalización de la protesta social, los comportamientos racistas, machistas u homofóbicos tolerados o sistematizados por las instituciones estatales, etc.

## Taxonomía de la violencia de Garver
El filósofo estadounidense Newton Garver y el sociólogo Edgar Friedenberg, establecieron una conocida taxonomía de la violencia, según la cual la violencia puede presentarse en cuatro formas básicas a partir de dos criterios: un primer criterio indica que la violencia puede ser personal o institucional, mientras que un segundo criterio indica que puede ser abierta, u oculta y silenciosa. De este modo la violencia institucional constituye dos de las cuatro formas en que se presenta la violencia, tomando la forma de violencia institucional abierta, como sucede en una guerra, o la forma de violencia institucional encubierta, como sucede con la pobreza. 
Las formas abiertas de violencia, personal e institucional, son las manifestaciones más evidentes de la violencia, pero en años más recientes los investigadores han prestado mayor atención a las modalidades más insidiosas y menos detectables, que conforman la violencia institucional encubierta. Hay tipos de violencia que pueden presentarse bajo ambas formas. La violencia de género, el abuso infantil, o la discriminación, por ejemplo, pueden tomar la forma de violencia personal abierta, pero también la forma de violencia institucional encubierta. Esta última es mucho más difícil de reconocer.
La violencia institucional y la violencia personal frecuentemente se fusionan una con la otra. Los prejuicios y estereotipos negativos que actúan y son reproducidos por las instituciones y las leyes, constituyen un factor central de la violencia institucional y un elemento desencadenante de la violencia personal. La violencia institucional genera formas de violencia que no pueden ser producidas por violencia meramente personal, como la opresión de grandes grupos; "si solo existiera la violencia personal o individual, no habría opresión en sentido sistemático".
Cuando la violencia institucional se convierte en el status quo, usualmente deja de manifestarse en forma abierta, para tomar la forma encubierta, siendo ejercida en gran parte a través de la educación y los medios de comunicación. En estas condiciones la resistencia contra la violencia institucional es presentada como "injusta", en tanto que la violencia institucional es exhibida como una manifestación de "la justicia", que consolida la criminalización de la oposición a la misma.
La violencia institucional permite diluir las responsabilidades individuales, de modo tal que los individuos que la implementan no se perciben a sí mismos, ni son percibidos por la sociedad, como responsables de la misma. Curtin y Litke sostienen que la violencia institucional, actúa en contextos de violencia sistémica, esto es, en amplios patrones difusos, como el racismo, el sexismo y el colonialismo, que carecen de normas visibles y que impulsan, promueven y facilitan la producción y reproducción de la violencia institucional.